# 남천 엑슬루 타워
남천 엑슬루 타워(영어: Namcheon Exllu Tower)은 대한민국 부산광역시 수영구 남천동에 위치한 초고층 아파트 단지다.

## 같이 보기
- 부산광역시의 마천루 목록